# Galipea
Genre
Classification APG III (2009)
Galipea est un genre néotropical d'arbuste, appartenant à la famille des Rutaceae (familles des agrumes), et dont l'espèce type est Galipea trifoliata Aubl..

## Étymologie
Le nom Galipea vient vraisemblablement du nom de la nation amérindienne guyanaise appelée « Galipons », citée par Fusée-Aublet dans le protologue de l'espèce type de ce genre.

## Description
Le genre Galipea regroupe des arbres ou arbustes atteignant jusqu'à 15 m de haut. Les feuilles sont alternes, composées uni-foliolées ou tri-foliolées, et pétiolées. Le limbe est subsessile ou pétiolulé, entier, souvent bidenté à l'apex, papyracé une fois sec. L'inflorescence terminale ou latérale, pédonculée, est un thyrse allongé, elliptique ou corymboïde ou un dichasium capité. Les fleurs sont légèrement zygomorphes. Le calice cupulaire, comporte 5 lobes ou denticules, persistant dans le fruit. La corolle blanche, mesure jusqu'à 5 cm de long, est pubescente apprimée, avec un tube droit ou recourbé portant 5 lobes imbriqués, subégaux. L'androcée se compose de 2 étamines fertiles et de 3–6 staminodes linéaires ou ligulés souvent terminées par une glande globuleuse. Les filets sont connés en un tube étroitement adhérent ou adné au tube de la corolle. Les anthères sont étroitement oblongues, basifixes, avec des appendices à la base. Le disque cupulaire est glabre, plus court ou égal à l'ovaire. L'ovaire comporte 5 carpelles connés latéralement et ventralement ou moins souvent libre, qui contiennent chacun 2 ovules, surmontés d'un style doté d'un stigmate capité, avec plus ou moins 5 lobes. Le fruit est une capsule composée de 5 méricarpes connés ventralement et dorsalement à maturité, avec une déhiscence ventrale, mais restant conné dans la moitié basalo-dorsalem. Les 5 méricarpes peuvent aussi être libres, et ventralement déhiscents. Chaque carpelle contient une graine unique, ellipsoïdes, lisses ou légèrement rugueuses, glabres ou pubescentes.
Le pollen du genre Galipea a été étudié.

## Répartition
On rencontre le genre Galipea du Guatemala au Brésil en passant par le Nicaragua, le Costa Rica, le Panama, la Colombie, le Venezuela, le Guyana, le Suriname, la Guyane, le Pérou et la Bolivie .

## Diagnose

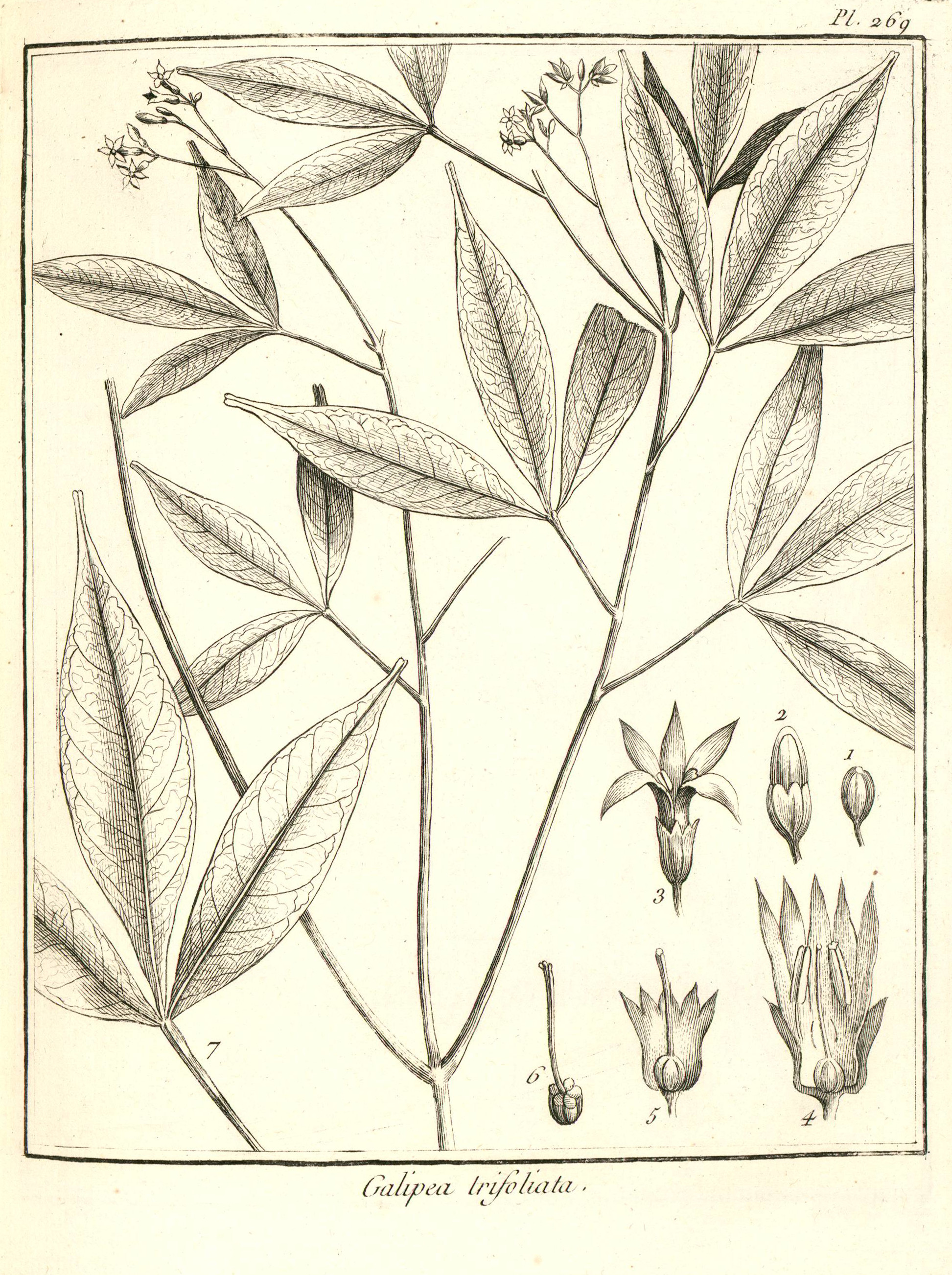
Galipea trifoliata : Planche 269 accompagnant la description du genre Galipea par Aublet (1775)
1. jeune bouton de fleur. - 2. Bouton de fleur prit a épanouir. - 3. Fleur épanouie. - 4. Calice. Corolle ouverte. Piſtil. Étamines. - 5. Calice ouvert. Piſtil. - 6. Ovaire. Style. Stigmate. - 7. Feuille de grandeur naturelle.

En 1775, le botaniste Aublet propose la diagnose suivante : 
« GALIPEA. (Tabula 269.)

CAL. Perianthium monophyllum, tubuloſum, quadri vel quinque-angulatum, quadri aut quinque-dentatum, denticulis acutis. 
COR. monopetala ; tubus brevis, diſco inſertus ; limbus quadri aut quinque-fidus i laciniis oblongis, acutis, inæqualibus. 
STAM. Filament a quatuor, duo longiora, fertilia, duo breviora, flerilia, tubo corollas inſerta. Antheræ oblongæ, obtusſæ, biloculares. 
PIST. Germen ſubrotundum, tetra aut pentagonum. Stylus longus. Stigma obtuſum, craſſiuſculum, quadripartitum. 
PER. . . . 

SEM. . . . »
— Fusée-Aublet, 1775.

## Liste d'espèces
Selon World Flora Online (WFO) (15 décembre 2021) :
- Galipea carinata Pirani
- Galipea ciliata Taub.
- Galipea congestiflora Pirani
- Galipea dasysperma Gómez-Laur. & Q.Jiménez
- Galipea davisii Sandwith
- Galipea grandifolia Engl.
- Galipea jasminiflora (A.St.-Hil.) Engl.
- Galipea laxiflora Engl.
- Galipea longiflora K.Krause
- Galipea lucida (Rusby) Kaastra
- Galipea maxima Pirani & Kallunki
- Galipea panamensis T.S.Elias
- Galipea ramiflora Pirani
- Galipea revoluta Pirani
- Galipea simplicifolia Schult.
- Galipea trifoliata Aubl.